# Site (mathématiques)
En théorie des catégories, une branche des mathématiques, une topologie de Grothendieck est une structure sur une catégorie {\displaystyle {\mathcal {C}}} permettant de voir certains objets de {\displaystyle {\mathcal {C}}} comme les ensembles ouverts d'un espace topologique. Une catégorie munie d'une topologie de Grothendieck est appelée un site.
Une topologie de Grothendieck axiomatise la notion de recouvrement d'un espace topologique par des ouverts. Cela permet de généraliser la définition de faisceaux, et leur cohomologie, à un site quelconque.
Historiquement, la notion fut dégagée par Alexandre Grothendieck pour définir la cohomologie étale des schémas, à l'aide du site étale. Elle a ensuite été utilisée pour définir d'autres théories cohomologiques, telles que la cohomologie ℓ-adique (en), la cohomologie plate (en) et la cohomologie cristalline. Les topologies de Grothendieck servent aussi à définir les espaces rigides analytiques (en) de John Tate.
La catégorie des faisceaux (d'ensembles) sur un site donne lieu à un topos de Grothendieck. Plusieurs sites différents peuvent définir des topos isomorphes.

## Définition
Un site est la donnée d'une (petite) catégorie {\displaystyle {\mathcal {C}}} et d'un ensemble {\displaystyle \operatorname {Cov} ({\mathcal {C}})} de recouvrements. Un élément {\displaystyle \lbrace U_{i}\rightarrow U\rbrace _{i\in I}} de {\displaystyle \operatorname {Cov} ({\mathcal {C}})} est défini par un ensemble {\displaystyle I}, un objet {\displaystyle U} de {\displaystyle {\mathcal {C}}} et pour tout {\displaystyle i\in I}, un objet {\displaystyle U_{i}} de {\displaystyle {\mathcal {C}}} et un morphisme {\displaystyle U_{i}\rightarrow U}. On suppose par ailleurs que:
- Si {\displaystyle V\rightarrow U} est un isomorphisme alors {\displaystyle \lbrace V\rightarrow U\rbrace \in \operatorname {Cov} ({\mathcal {C}})} (« les isomorphismes sont des recouvrements »);
- si {\displaystyle \lbrace U_{i}\rightarrow U\rbrace \in \operatorname {Cov} ({\mathcal {C}})} et pour tout {\displaystyle i} on a {\displaystyle \lbrace V_{ij}\rightarrow U_{i}\rbrace _{j\in J_{i}}\in \operatorname {Cov} ({\mathcal {C}})}, alors {\displaystyle \lbrace V_{ij}\rightarrow U\rbrace _{i\in I,j\in J_{i}}\in \operatorname {Cov} ({\mathcal {C}})} (« les composés de recouvrements sont des recouvrements »);
- si {\displaystyle \lbrace U_{i}\rightarrow U\rbrace \in \operatorname {Cov} ({\mathcal {C}})} et {\displaystyle V\rightarrow U} est un morphisme de {\displaystyle {\mathcal {C}}} alors le produit fibré {\displaystyle U_{i}\times _{U}V} existe pour tout {\displaystyle i} et {\displaystyle \lbrace U_{i}\times _{U}V\rightarrow V\rbrace _{i\in I}\in \operatorname {Cov} ({\mathcal {C}})}.

Pour le dernier axiome, si {\displaystyle U} et {\displaystyle V} sont deux ouverts d'un espace topologique {\displaystyle X}, alors leur produit fibré {\displaystyle U\times _{X}V} s'identifie à l'intersection {\displaystyle U\cap V}. On peut alors lier cet axiome au fait que si {\displaystyle (U_{i})_{i\in I}}est un recouvrement par des ouverts de {\displaystyle X}, alors {\displaystyle (U_{i}\cap V)_{i\in I}} est un recouvrement par des ouverts de {\displaystyle V}.

## Exemples
- Soit {\displaystyle X} un espace topologique. On note {\displaystyle {\mathcal {O}}(X)} la catégorie dont les objets sont les ouverts de {\displaystyle X}, et où l'on a un (et un seul) morphisme {\displaystyle U\rightarrow V} si et seulement si {\displaystyle U\subseteq V}. On définit les recouvrements de {\displaystyle {\mathcal {O}}(X)} comme les recouvrements habituels, c'est-à-dire les familles d'ouverts {\displaystyle ((U_{i})_{i\in I},U)} telles que {\displaystyle \cup _{i\in I}U_{i}=U}.[2] On pourrait aussi se restreindre à certains recouvrements particuliers.

## Terminologie
On distingue parfois petits sites, définis comme ci-dessus, et gros sites construits comme la catégorie au-dessus d'un objet d'un petit site. Une catégorie de faisceaux sur un site forme un topos de Grothendieck, et on distingue petits et gros topoi. D'après le théorème de Giraud, tout topos peut être construit ainsi. Pour des raisons techniques, on travaille presque toujours avec des petites catégories ; lorsque ce n'est pas le cas on parle de site large.
Chaque topologie de Grothendieck donne lieu à une notion de site, et on a, pour des topologies de plus en plus grossières des (petits et gros) sites fpqc, fppf (en), syntomiques (en), cristallins, étales, de Nisnevich, de Zariski.

## Construction des faisceaux
Soit C une catégorie, un pré-faisceau sur C est un foncteur de la catégorie opposée dans la catégorie des ensembles :
{\displaystyle {\mathcal {F}}:C^{\mathrm {op} }\to {\mathsf {Set}}}
Si C est un site, il est muni d'une topologie qui à tout objet U de C associe les recouvrements {\displaystyle \mathrm {Cov} (U)}. Alors {\displaystyle {\mathcal {F}}} est un faisceau si, pour toute famille de morphismes {\displaystyle R=(f_{i})_{i\in I}\in \mathrm {Cov} (U)}, l'application induite par les {\displaystyle {\mathcal {F}}(f_{i})} et notée {\displaystyle {\mathcal {F}}(U)\to {\mathcal {F}}(R)} est bijective.
La sous-catégorie pleine (qui est en outre réflexive) de la catégorie de foncteurs {\displaystyle {\mathsf {Set}}^{C^{\mathrm {op} }}} dont les objets sont des faisceaux pour la topologie J est noté {\displaystyle \mathrm {Sh} (C,J)}. Il s'agit d'un topos de Grothendieck.